# آوکادو (کالیفرنیا)
آوکادو (به انگلیسی: Avocado) یک منطقهٔ مسکونی در ایالات متحده آمریکا است که در شهرستان فرزنو، کالیفرنیا واقع شده‌است. آوکادو ۱۵۲ متر بالاتر از سطح دریا قرار دارد.